# ميناء يافا

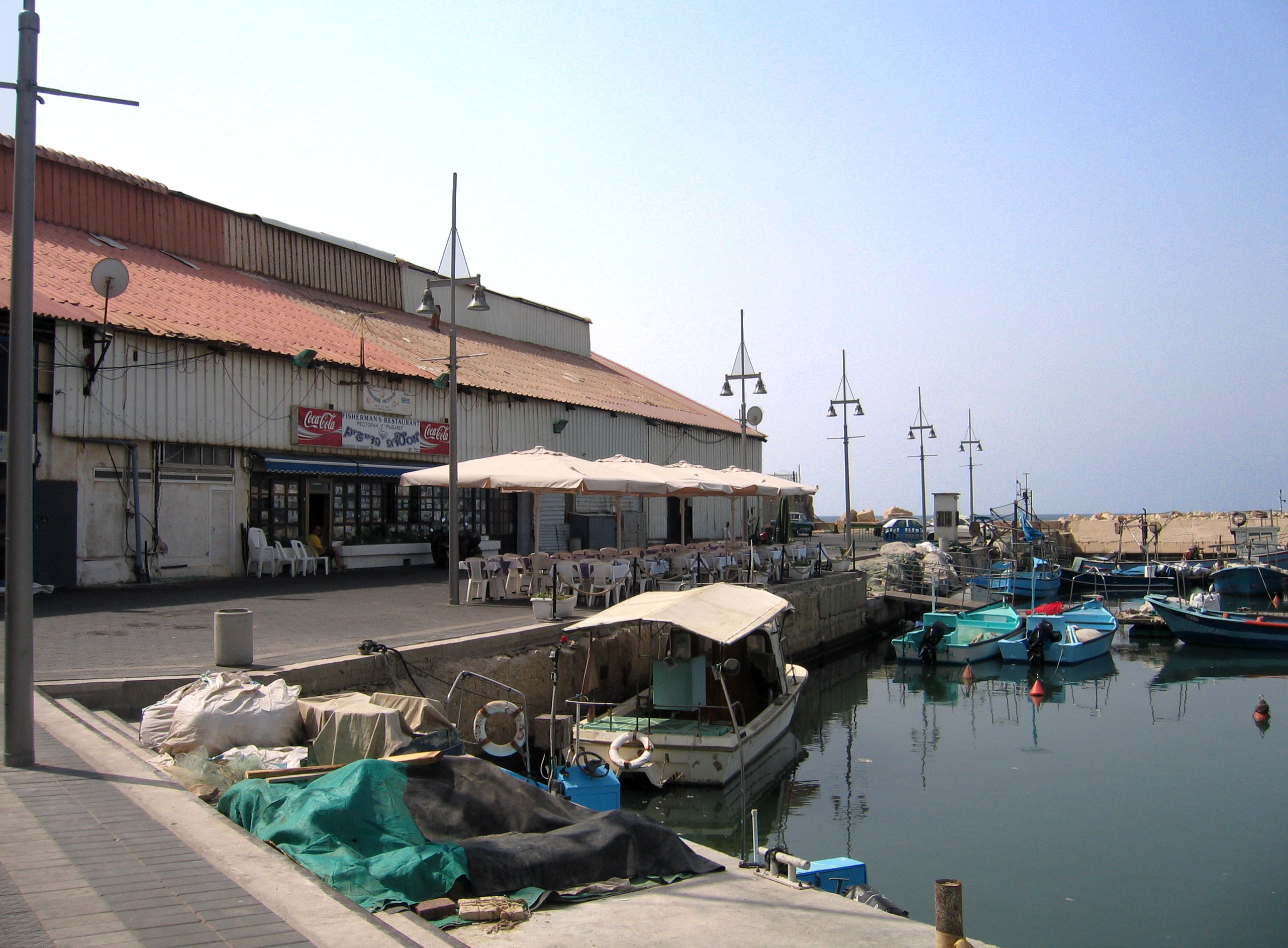
الميناء عام 2009.

ميناء يافا (بالعبرية: נמל יפו) هو أحد أقدم وأهم موانئ فلسطين التاريخية. يقع اليوم ضمن بلدية «تل أبيب-يافا» الإسرائيلية، على الشاطئ الشرقي للبحر المتوسط. أصبح ميناء يافا بعد النكبة، ميناء ثانويا لإستخدام قوارب الصيد المتوسطة والصغيرة، بعد قرار إسرائيل عام 1965 بمنع السفن الكبيرة من الرسو عليه، بعد أن كان بوابة الفلسطينيين إلى العالم الخارجي قبل ذلك. يوجد منارة تقع فوق الميناء.

## تاريخ

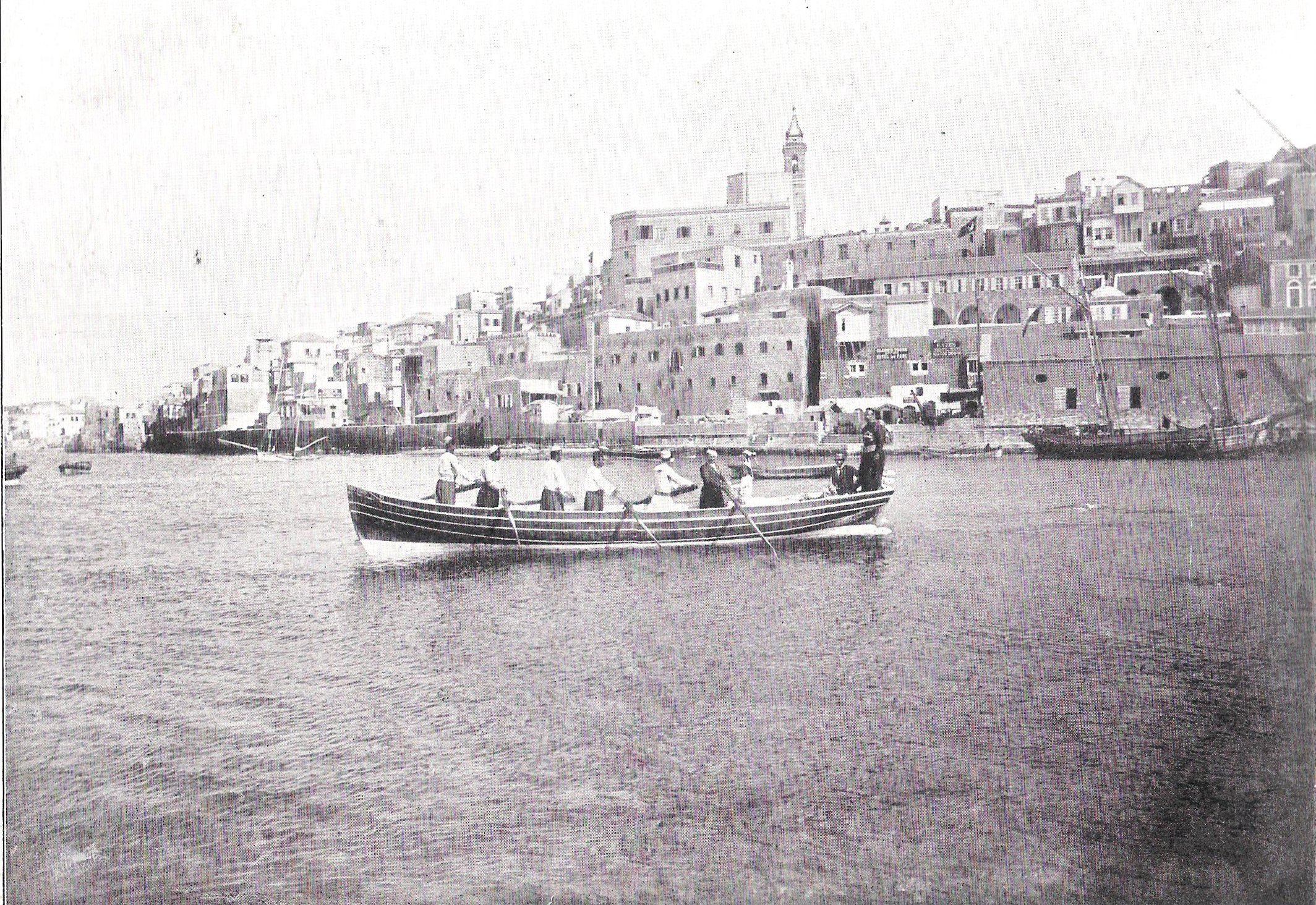
الميناء قبل عام 1899

لميناء يافا تاريخ يمتد لأكثر من 3 الآف عام، حيث يُعد أحد أقدم موانئ العالم. تم ذكر الميناء في عدة نصوص تاريخية قديمة، بما فيها التوراة وعند الفراعنة. وكان خلال فترة الانتداب البريطاني على فلسطين، وقبلها في العهد العثماني أحد أهم موانئ فلسطين الذي يُصدر منه إلى جميع أنحاء العالم.

## الأهمية

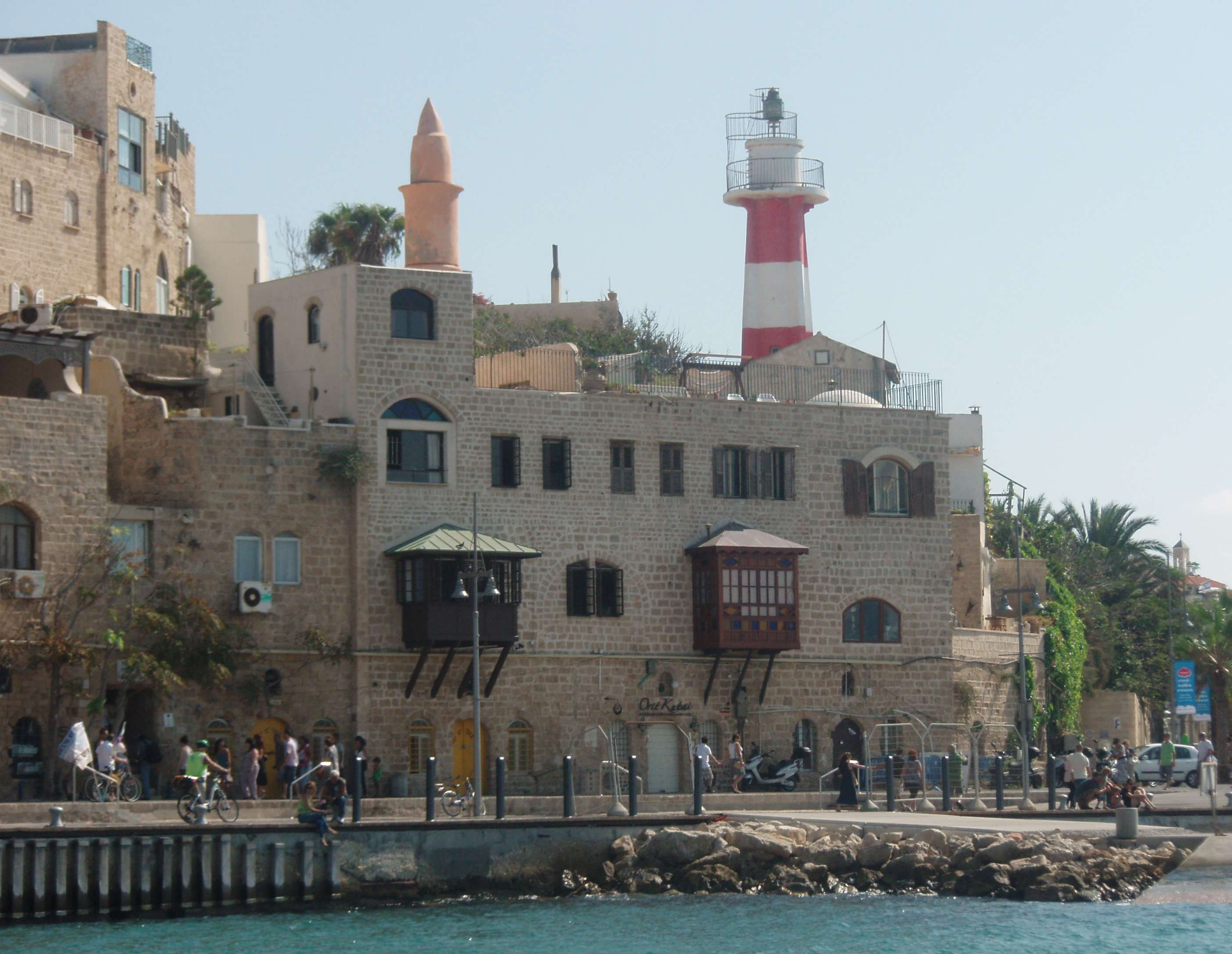
منارة الميناء.

كانت مدينة يافا، ميناء فلسطين الأول قبل أن ينهض ميناء حيفا، حيث كان ميناءً للتصدير والاستيراد، وقد صدرت من هذا الميناء الحمضيات والصابون والحبوب، وتم استيراد المواد التي احتاجت إليها فلسطين وشرق الأردن مثل الاقمشة والأخشاب والمواد الغذائية.
أما على صعيد التجارة الداخلية، فقد كانت مدينة يافا تعج بالأسواق والمحلات التي يزورها الكثير من سُكان القرى والمدن المجاورة. ومن أشهر أسواقها: سوق بسترس - سوق اسكندر عوض - سوق الدير - سوق الحبوب - سوق المنشية - سوق البلابسة - سوق الإسعاف.

## وصلات خارجية
- ميناء يافا